# Nils Mittmann
Nils Mittmann (Braunschweig, 10 aprile 1979) è un ex cestista tedesco.